# Armstrong Motor
Die Armstrong Motor Company war ein britischer Hersteller von Cyclecars, der von 1913 bis 1914 in Birmingham ansässig war.
Der vierrädrige Armstrong war mit verschiedenen luft- oder wassergekühlten Zweizylindermotoren von Precision erhältlich. Die billigere, luftgekühlte Variante hatte einen Riemenantrieb zur Hinterachse, wogegen der teurere, wassergekühlte Wagen eine Kardanwelle besaß. Der Hubraum des V2-Motors betrug 961 cm³. Der Wagen war 3050 mm lang und 1473 mm breit. Der Radstand betrug 2210 mm. Das Fahrzeug wog 279 kg.